# Women's Professional Soccer
La Women's Professional Soccer (WPS) est une ligue professionnelle nord-américaine de soccer féminin créée en 2009. Elle organise le championnat du sommet de la hiérarchie du football féminin aux États-Unis, et prend la suite à ce niveau de la Women's United Soccer Association disparue en 2003.
En janvier 2012, la WPS interrompt ses activités en prévision de la saison 2012 par manque de clubs participants et par une poursuite judiciaire avec Dan Borislow (le propriétaire du magicJack), mais un retour était prévu pour 2013. Le 18 mai 2012, la WPS annonce qu'elle met définitivement fin à son existence et qu'elle ne reviendra pas en activité pour la saison 2013.

## Histoire
Le nom, la date du lancement (29 mars 2009), et les 7 premières équipes (8 étant attendues pour la première saison) ont été annoncés en janvier 2008 à l'occasion de la conférence nationale des entraîneurs de football. Le basketteur canadien Steve Nash est l'un des actionnaires.
Le Championnat d'Amérique du Nord de soccer féminin 2010 n'existe pas comme tel. C'est plutôt 3 championnats de soccer féminin sur le continent nord-américain qui coexistent. Il y a les championnats de la USL W-League, le championnat de la Women's Premier Soccer League (WPSL) et celui de la Women's Professional Soccer (WPS) la seule ligue professionnelle des 3 ligues féminines.
La WPS est interrompue lors de la saison 2012 par manque de clubs participants, le magicJack s'étant retiré. La reprise initialement prévue pour 2013 ne se fera jamais. La Ligue cesse donc après trois saisons d'existence.

## Franchises
Le tableau ci-après recense les franchises ayant joué dans la ligue, leur stade, leur ville d'attache, la période de participation à la ligue, et l'année de création. Le stade et la ville d'attache sont les données actuelles ou, pour les anciennes franchises, les données lors de leur dernière saison.
| Équipe                    | Stade actuel            | Ville actuelle                  | Participation WPS | Création |
| ------------------------- | ----------------------- | ------------------------------- | ----------------- | -------- |
| Atlanta Beat              | KSU Soccer Stadium      | Kennesaw, Géorgie               | depuis 2010       | 2009     |
| Boston Breakers           | Harvard Stadium         | Boston, Massachusetts           | depuis 2009       | 2001     |
| Philadelphia Independence | John A. Farrell Stadium | West Chester, Pennsylvanie      | depuis 2010       | 2009     |
| Sky Blue FC               | Yurcak Field            | Piscataway Township, New Jersey | depuis 2009       | 2008     |
| Western New York Flash    | Sahlen's Stadium        | Rochester, New York             | depuis 2011       | 2008     |

| Équipe                                                 | Stade                      | Ville                   | Participation WPS | Création | Dissolution                            |
| ------------------------------------------------------ | -------------------------- | ----------------------- | ----------------- | -------- | -------------------------------------- |
| Los Angeles Sol                                        | Home Depot Center          | Los Angeles, Californie | 2009              | 2007     | 2010                                   |
| Saint Louis Athletica                                  | Anheuser-Busch Soccer Park | Fenton, Missouri        | 2009-2010         | 2008     | 2010                                   |
| Chicago Red Stars                                      | Toyota Park                | Bridgeview, Illinois    | 2009-2010         | 2008     | joint la Women's Premier Soccer League |
| FC Gold Pride                                          | Pioneer Stadium            | Hayward, Californie     | 2009-2010         | 2008     | 2010                                   |
| Washington Freedom (2009-2010) puis magicJack (2011- ) | FAU Soccer Field           | Boca Raton, Floride     | 2009-2011         | 2001     | 2011                                   |

 Carte des franchises actuelles de la WPS 
| Breakers Sky Blue FC Independence Beat Flash |

## Transferts
Les transferts ont commencé le 16 septembre 2008, juste après les Jeux olympiques de Pékin. La ligue annonce alors la possibilité de recruter les joueuses internationales américaines ainsi que trois internationales espoirs américaines par équipes. De plus les joueuses originaires des régions avoisinant les clubs peuvent rejoindre ceux-ci. Shannon Boxx, née en Californie, a rejoint l'équipe de Los Angeles Sol. D'autres joueuses comme Kristine Lilly, qui jouait pour Boston Breakers il y cinq ans, rejoignent leur ancien club.
La semaine suivante, le 24 septembre 2008, le draft a été ouverte aux internationales étrangères. Chacune des sept équipes a sélectionné quatre joueuses. Quatre des cinq joueuses du premier tour étaient brésiliennes. Dans l'ordre, Formiga a été recrutée par le FC Gold Pride de Santa Clara, l'anglaise, Kelly Smith est partie aux Boston Breakers, Marta à Los Angeles Sol, Daniela à Saint Louis Athletica et Cristiane aux Chicago Red Stars. Au total dix brésiliennes ont été sélectionnées. La japonaise Homare Sawa qui rejoint Washington Freedom et l'australienne Sarah Walsh complètent ce premier tour du draft international. Le draft permet au club de négocier avec le club actuel de la joueuse sélectionnée ou de l'acheter si celle-ci n'a plus que six mois de contrat.
D'autres drafts auront lieu le 6 octobre pour les joueuses universitaires et en janvier 2009 et février de la même année.

## Résultats du championnat
Au terme de la saison régulière, les quatre premières équipes accèdent à la phase finale des play-offs. Ainsi l'équipe qui termine quatrième affronte le troisième à l'extérieur, puis le vainqueur de la rencontre se déplace chez le deuxième, et enfin en finale, le premier reçoit le vainqueur du match précédent.

### Saison 2009
7 équipes participent à cette première édition du Women's Professional Soccer.
Lors de la phase régulière, le Los Angeles Sol termine en tête et devient le premier champion de la saison régulière de la Women's Professional Soccer. Le Sky Blue FC (4e) bat successivement hors de ses bases au premier tour des play-offs le Washington Freedom (3e, 2-1), puis en demi-finale le Saint Louis Athletica (2e, 1-0). Le 21 août 2009, Sky Blue remporte le premier championnat de l'histoire en battant en finale Los Angeles (1-0), une nouvelle fois à l'extérieur.

### Saison 2010
La WPS accueille deux nouvelles franchises, le Philadelphia Independence et l'Atlanta Beat, mais perd pour raisons financières le Los Angeles Sol avant le début de saison, puis celle du Saint Louis Athletica en plein championnat.
Le FC Gold Pride survole la première phase et décroche le titre de champion de la saison régulière. Au premier tour des play-offs, le Philadelphia Independence (3e) bat 1-0 après prolongations le Washington Freedom (4e), puis s'impose à l'extérieur 2-1 une nouvelle fois après prolongations contre les Boston Breakers (2e). Le 26 septembre 2010, Gold Pride écrase Philadelphie 4-0 en finale du championnat et remporte son premier titre de champion WPS.

### Saison 2011
La WPS accueille une nouvelle franchise, le Western New York Flash, mais perd pour raisons financières les Chicago Red Stars et le tenant du titre, le FC Gold Pride. Pour leur part, les Washington Freedom changent de nom et deviennent le MagicJack.
Le Western New York Flash finit la saison régulière en tête pour sa première année dans la ligue. Lors des play-offs, aucune surprise n'est à signaler puisque chaque équipe jouant à domicile gagne. Ainsi, le 27 août, le Flash remporte en séance de tirs au but le match de la finale WPS après la prolongation du match en temps supplémentaire contre Philadelphie Independence.

### Saison 2012
La saison 2012 est annulée principalement en raison du conflit entre la WPS et Dan Borislow propriétaire des MagicJack. En effet, après l'exclusion des MagicJack pour « manque de professionnalisme et dénigrement des joueuses » et pour avoir terni l'image de la ligue, , Dan Borislow a porté plainte auprès d'un tribunal de Floride qui lui donne raison. La ligue préfère donc annuler la saison.
La Women's Premier Soccer League (WPSL) (deuxième niveau américain) créée alors une ligue, la WPSL Elite League qui regroupe notamment trois anciennes franchises, les Red Stars de Chicago, les Boston Breakers et le Western New York Flash. avec les meilleures équipes WPSL.

### Palmarès
| Édition | Saison | Vainqueur              | Finaliste                 | Score de la finale    |
| ------- | ------ | ---------------------- | ------------------------- | --------------------- |
| 1re     | 2009   | Sky Blue FC            | Los Angeles Sol           | 1 - 0                 |
| 2e      | 2010   | FC Gold Pride          | Philadelphia Independence | 4 - 0                 |
| 3e      | 2011   | Western New York Flash | Philadelphia Independence | 1 - 1 a.p, 5-4 t.a.b. |